# بيت القاضي (فلم)
بيت القاضي فيلم دراما وجريمة وتشويق مصري للمخرج أحمد السبعاوي، ومن تأليف أحد أبرز كُـتّـاب السيناريو المصريين، عبد الحي أديب، وشارك في كتابة القصة والسيناريو والحوار إسماعيل ولي الدين. الفيلم من بطولة نور الشريف وفاروق الفيشاوي وشويكار ومعالي زايد وحاتم ذو الفقار، وتدور الأحداث حول الشباب العائد من حرب أكتوبر 1973 إلى مجتمعهم في بيت القاضي حيث اختلفت الأوضاع وانقلبت رأساً على عقب، وتبع ذلك أحداث من قتل وانتقام.
صدر الفيلم إلى دور العرض المصرية في 24 سبتمبر 1984.
منح موقع قاعدة بيانات الأفلام على الإنترنت (IMDB) الفيلم درجة 4.8/ 10.
منح موقع قاعدة بيانات الأفلام العربية «السينما.كوم» الفيلم درجة 5.2/ 10.

## طاقم التمثيل
نور الشريف: في دور فتحي الدفراوي (مهندس زراعي)
فاروق الفيشاوي: في دور حسن (مبيض نحاس)
شويكار: في دور سمية (خادمة ثم زوجة والد فتحي الضرير)
معالي زايد: في دور عفاف دعبس (خطيبة فتحي)
حاتم ذو الفقار: في دور مدحت الناضورجي (مساعد شرطة)
دلال عبد العزيز: في دور إنصاف (شقيقة سمية)
سعاد نصر: في دور نجوى
أحمد عبدالوارث: في دور ربيع الخوانكي (المحامي)
محمد رضا: في دور علي حسين النقاش
ناهد سمير: في دور سميرة (والدة حسن مبيض النحاس)
حافظ أمين: في دور دعبس (والد عفاف)
علي عزب: في دور مسعود
شعبان حسين: في دور ضابط الشرطة
يوسف عيد: في دور سُنقر (كاتب الفندق)
فايزة عبد الجواد: في دور فايزة (عاملة في حمام النساء)
إبراهيم قدري: في دور عبد الغفار (الحلاق)
أحمد أبو عبية: في دور زناتى (من رجال النقاش)
أحمد مرسي: في دور بدران
محمد أبو حشيش: في دور عزوز
أنور عبد المنعم: في دور حشمت افندى (مدير الجمعية)
مطاوع عويس: في دور رجل المزاد
هريدى عمران: في دور رجل المزاد
الطوخي توفيق: في دور سعداوي
بالاشتراك مع: عزت عبد الجواد - أحمد عبد العزيز (ضيف شرف).

## إنتاج الفيلم
صرحت الفنانة دلال عبد العزيز في لقاء مع الإعلامية سلمى الشماع ضمن برنامجها التلفزيوني «زووم» في عام 1984 وذلك في كواليس فيلم «بيت القاضي» حيث قالت إنه الفيلم السينمائي الخامس لها، لافتةً إلى أن بطل العمل نور الشريف يسبقها بمئة فيلم، مشيرةً إلى أنها تتمنى تحقيق نصف هذا العدد. وأضافت أنها تُجسّد دور الشقيقة الصغرى للفنانة شويكار، وتقع في حب شاب مكافح، جسّد دوره أحمد عبد الوارث، وهي فتاة جادة ومثقفة درست الإعلام بعد أن ساعدتها أختها في حياتها.

## أحداث الفيلم
عاد المهندس الزراعي فتحي الدفراوي (نورالشريف)، والمحامي ربيع الخوانكي (أحمد عبد الوارث)، ومبيض النحاس حسن (فاروق الفيشاوي) من حرب أكتوبر منتصرين إلى بيت القاضي بالقلعة. فقد حسن ذراعه في الحرب ولم يجد عملاً، بينما عمل ربيع بالمحاماة، ووجد فتحي أبيه الضرير قد تزوج من خادمته سمية (شويكار) التي جاءت من السويس مهجرة مع شقيقتها الصغرى إنصاف (دلال عبد العزيز). كان فتحي خاطباً لعفاف (معالي زايد) ابنة عامل الحمام الشعبي دعبس (حافظ أمين) وحدثت خلافات بين فتحي وأبيه، بالإضافة لخلافاته مع الصول مدحت الناضورجي (حاتم ذو الفقار) الذي لفّق له تهمة حيازة منشورات شيوعية سببت له ملفاً في أمن الدولة، مما دعاه للهرب إلى الكويت. قضى فتحي 3  سنوات، وانقطعت أخباره عن الجميع ليعود إلى بيت القاضي ويكتشف إن الحياة تغيرت، فقد مات أبيه مقتولاً على يد مدحت الناضورجي في حضور دعبس، وبإيعاز من علي النقاش (محمد رضا).
عاد فتحي ليجد سمية قد تزوجت من عدوه، وحولت العمارة إلى فندقاً وامتلكت الحمام الشعبي، وتتاجر أيضاً بالخردة، وقد تلاشى ميراثه، ووجد حسن الاكتع قد احترف البلطجة وفرض إتاوة على حشمت (أنور عبد المنعم) مدير الجمعية الذي يبيع سلع الشعب بالسوق السوداء، ويساعد النقاش في صراعه الانتخابي مع الخوانكى، الذي ترشح ضده، والذي يحب إنصاف، كما وجد أم حسن (ناهد سمير) التي فقدت أبنائها وزوجها تحت أنقاض منزلهم، وتجوب الشوارع تندب حظها، وقد أخبرت فتحي أن أباه قد مات مقتولاً في الحمام. بدأ فتحي في البحث عن دعبس لمعرفة قاتل والده، وحاول النقاش استمالة فتحي لصفه، فادعى أن والده قبل أن يموت قد ترك عنده 20 ألف جنيه، وبعد تسليمه المال لفتحي، أوعز النقاش لرجاله لقتله واسترداد، ولكنهم فشلوا، كما فشل سعداوي (الطوخي توفيق) في قتل فتحي. طارد فتحي دعبس وأكتشف أن مدحت هو قاتل والده، واختفى بعد ان قتل بسيمة أيضاً للاستيلاء على أموالها. دبّر النقاش لقاء بالحمام بين فتحي ودعبس ومدحت ليتخلص من الثلاثة، ولكن فتحى قتل مدحت، واستطاع رجل النقاش، زناتي (أحمد أبو عبية)، من قتل حسن في حجز القسم، ورفض فتحي الزواج من عفاف بسبب ما فعله والدها دعبس، وانفرد النقاش بالانتخابات.

## استقبال الفيلم
كتب الناقد محمود قاسم على موقع صحيفة الشروق في 12 أغسطس 2022: «فيلم مثير للدهشة باعتبار أن أحمد السبعاوى لم يخرج فيلما بذات القيمة والأهمية لا من قبل ولا من بعد رغم كثرة أعماله كمساعد مخرج أو في أعماله السينمائية والتلفزيونية»، يتابع الناقد قائلاً: «أذكر المرة الأولى التي شاهد فيها هذا الفيلم في مهرجان الإسكندرية والاستقبال الحافل له من النقاد والسينمائيين، مخرج لم يكن أبدا من أصحاب أفلام القضايا أو الجدل، ويذكر له أنه قام بتنفيذ النص بشكل يجعله واحدا من الأعمال المهمة، فالفيلم مرآة حقيقية لأحوال المجتمع»، ويؤكد الناقد: «المشاهدون الذين رأوا الفيلم في عرضه الأول يجد كل منهم نفسه في إحدى هذه الشخصيات خاصة أبناء الأحياء الشعبية مثل منطقة بيت القاضي.»

## روابط خارجية
- مقالات تستعمل روابط فنية بلا صلة مع ويكي بيانات
- بيت القاضي على الدهليز
- بيت القاضي على كاروهات

https://letterboxd.com/film/the-judges-house/ بيت القاضي (فيلم)
https://www.themoviedb.org/movie/620331-the-judge-s-house بيت القاضي (فيلم)